# Söder om Folkungagatan
Söder om Folkungagatan est une série télévisée suédoise en huit épisodes créée par Kalle Wahlström-Zackari et Brita Zackari, et diffusée entre le 2 février et le 23 mars 2014 sur Kanal 5.
Cette série est inédite dans tous les pays francophones.

## Distribution
- Björn Gustafsson (sv) : Gunnar
- Nour El-Refai : Rebecka
- Mattias Fransson (sv) : Isak
- Lisa Henni (sv) : Cissi
- Staffan Westerberg (sv) : narrateur

## Épisodes
1. Lite om att vara unik
2. Lite om att tro att man är en bluff
3. Lite om att ha dåligt samvete
4. Lite om att förbereda sig för katastrofen
5. Lite om att inte bli bjuden på fest
6. Lite om att må dåligt inuti
7. Lite om pengar
8. Lite om att tappa bort sig själv